# Gerhard Raht
Gerhard Ferdinand Otto Raht (* 6. Juni 1920 in Reinfeld; † 11. Januar 1977) war Jagdpilot der Luftwaffe im Zweiten Weltkrieg, zuletzt Hauptmann. Er erzielte 58 Abschüsse und war u. a. Träger des Ritterkreuz des Eisernen Kreuzes mit Eichenlaub.

## Leben und Wirken
Der Sohn eines Tischlers erwarb das Abitur und trat am 1. Oktober 1939 als Freiwilliger in die Luftwaffe ein. Nach seiner Ausbildung zum Flugzeugführer wurde er am 1. Februar 1941 zum Leutnant befördert. Ab 1942 flog er als Nachtjäger im Nachtjagdgeschwader 3. Am 3. April 1942 wurde ihm das Eiserne Kreuz II. Klasse verliehen; im Juli des gleichen Jahres errang Raht seinen ersten Nachtjagdluftsieg. Nach seiner Beförderung zum Oberleutnant im Februar 1943 wurde er zum Staffelkapitän im Nachtjagdgeschwader 2 ernannt. In der Nacht des 29. auf den 30. Juli 1943 erzielte er seinen achten bis zehnten Nachtluftsieg. Hierfür erhielt er Ende August 1943 den Ehrenpokal für besondere Leistung im Luftkrieg und am 28. Januar 1944 das Deutsche Kreuz in Gold. Im Juni 1944 wurde er zum Kommandeur der I. Gruppe im Nachtjagdgeschwader 2 ernannt. Nach 35 Nachtjagdabschüssen wurde ihm am 24. Juni das Ritterkreuz des Eisernen Kreuzes verliehen. Am 10. Februar 1945 wurde er mit sechs Abschüssen in einer Nacht im Wehrmachtbericht erwähnt.  Am 28. März 1945 erhielt er als Hauptmann das Eichenlaub zum Ritterkreuz des Eisernen Kreuzes (833. Verleihung).
Raht war einer der erfolgreichsten Nachtjäger der Luftwaffe. Auf 171 Feindflügen erzielte er 58 Abschüsse; 57 davon waren viermotorige Bomber.
Bei Kriegsende geriet Raht in Kriegsgefangenschaft. Nach der Gründung der Bundeswehr trat Raht als Hauptmann der Reserve in die Luftwaffe ein. Bis zu seinem Tod 1977 war er als Tischler tätig.

## Auszeichnungen
- Eisernes Kreuz (1939)
  - 2. Klasse (3. April 1942)
  - 1. Klasse (13. März 1943)
- Ehrenpokal der Luftwaffe (6. September 1943)
- Deutsche Kreuz in Gold (3. April 1944)
- Ritterkreuz des Eisernen Kreuzes (24. Juni 1944)[1]
  - Eichenlaub (15. April 1945)